# Estadio Olímpico de la UCV
Het Estadio Olímpico de la UCV is een multifunctioneel stadion in Caracas, Venezuela. Het stadion wordt vooral gebruikt voor voetbalwedstrijden, maar er is ook een atletiekbaan aanwezig. De voetbalclubs Caracas Fútbol Club en Deportivo Italia spelen in dit stadion hun thuiswedstrijden. Er is plaats voor 23.940 toeschouwers. Het stadion is ontworpen door architect Carlos Raúl Villanueva en geopend in 1951.

## Toernooien
In 1975 werd in Zuid-Amerika de Copa América gespeeld. Er was niet 1 gastland, maar verspreid over het continent, afhankelijk van het land dat thuis speelde. In de finale speelde Colombia en Peru tegen elkaar. Na 2 wedstrijden was de stand nog gelijk (beide landen hadden eenmaal gewonnen) en werd de laatste play-off (finale) in dit stadion gespeeld. In die finale Peru 1–0 en werd zo voor de tweede keer kampioen van Zuid-Amerika. In 2007 werd de Copa América van 26 juni 2007 tot en met 15 juli 2007 in Venezuela gehouden. In dit stadion was toen 1 wedstrijd, de troostfinale. In die troostfinale Uruguay tegen Mexixo (1–3).
| № | Datum           | Wedstrijd        | Uitslag | Toernooi                         | Toeschouwers |
| - | --------------- | ---------------- | ------- | -------------------------------- | ------------ |
| 1 | 28 oktober 1975 | Peru – Colombia  | 1 – 0   | Copa América 1975 – finale       | 30.000       |
| 2 | 14 juli 2007    | Uruguay – Mexico | 1 – 3   | Copa América 2007 – troostfinale | 25.000       |